# Lưu Phước Lượng
Lưu Phước Lượng (bí danh: Năm Lượng, sinh năm 1948) là Trung tướng Quân đội nhân dân Việt Nam. Ông nguyên là Phó trưởng ban Ban Chỉ đạo Tây Nam Bộ Việt Nam, Phó tư lệnh Quân khu 9, Bộ Quốc phòng.

## Tiểu sử
Lưu Phước Lượng từng theo học ở trường Minh Tâm, Thủ Dầu Một, cạnh sông Sài Gòn.
Cha Lưu Phước Lượng tham gia hoạt động cách mạng kháng chiến chống Mỹ. Năm 1965, tròn 17 tuổi, Lưu Phước Lượng theo cha vào vùng giải phóng Chánh Lưu (Nhà Đỏ) hoạt động cách mạng. Lúc này, cha ông đang là chỉ huy trưởng một đơn vị quân giải phóng.
Năm 1967, Lưu Phước Lượng là chiến sĩ của xưởng sửa chữa và lắp ráp máy thông tin (S3) thuộc Phòng thông tin Miền (Bộ Chỉ huy các Lực lượng vũ trang giải phóng miền nam Việt Nam). Ông cùng với ba chiến hữu của mình đã được tặng danh hiệu "Dũng sĩ diệt Mỹ" vì tiểu đội ông đã tiêu diệt được 30 lính Mỹ thuộc Lữ dù 173 đổ bộ trực thăng sau một đợt B52 rải bom.
Năm 1968, Lưu Phước Lượng tham cuộc tổng tiến công Mậu Thân từ đầu chiến dịch đến cuối đợt 2. Đơn vị ông bị tổn thất nặng, bản thân ông cũng bị thuơng và rút về căn cứ ở Lộc Ninh. Cuối giai đoạn Chiến Tranh Cục Bộ, ông được cử ra miền bắc học tập cho đến khi chiến tranh Việt Nam kết thúc. Ông có một đợt được cử làm đại biểu đi Trung Quốc.
Năm 1979, Lưu Phước Lượng về học tập tại Học viện Chính trị quân sự.
Khi Chiến tranh biên giới Việt–Trung nổ ra, Lưu Phước Lượng đã có mặt ở biên giới.
Từ năm 1977 đến năm 1989, Lưu Phước Lượng làm trợ lý cho Tư lệnh chiến dịch Nguyễn Thới Bưng (sau này là Trung tướng, Phó Tổng tham mưu trưởng Quân đội nhân dân Việt Nam trong chiến tranh biên giới tây nam với Campuchia.
Lưu Phước Lượng từng làm công tác về chính trị, công tác Đảng Cộng sản Việt Nam tại Sư đoàn 5, Quân khu 7 và Quân đoàn 4, Quân khu 9, Quân đội nhân dân Việt Nam.
Ông từng giữ các chức vụ: Phó Sư đoàn trưởng về chính trị (Chính ủy) Sư đoàn 5; Phó Tư lệnh về Chính trị (Chính ủy) Quân đoàn 4, Bí thư Đảng ủy - Chính ủy Quân khu 9.
Tháng 12 năm 1995, Bộ Quốc phòng Việt Nam bổ nhiệm Đại tá Lưu Phước Lượng, Phó Chủ nhiệm Chính trị Quân khu 7 làm Phó Tư lệnh về Chính trị Quân đoàn 4.
Năm 2003, Lưu Phước Lượng là Thiếu tướng Quân đội nhân dân Việt Nam, Phó Tư lệnh Chính trị Quân khu 9.
Ngày 3 tháng 11 năm 2006, Thủ tướng Chính phủ Việt Nam Nguyễn Tấn Dũng đã kí Quyết định 1443/QĐ-TTg 
điều động, bổ nhiệm Trung tướng Lưu Phước Lượng, Phó tư lệnh Quân khu 9, Quân đội nhân dân Việt Nam giữ chức Phó trưởng ban Ban Chỉ đạo Tây Nam Bộ Việt Nam.
Ông giữ chức vụ này tới tháng 1 năm 2010.

## Lịch sử thụ phong quân hàm
- Thiếu tướng
- Trung tướng (2004)

## Tác phẩm
- Lưu Phước Lượng, Hồi ký "Dấu ấn cuộc đời"[1]

## Gia đình
Lưu Phước Lượng có vợ là bà Phương Minh.